# Retro-Prog

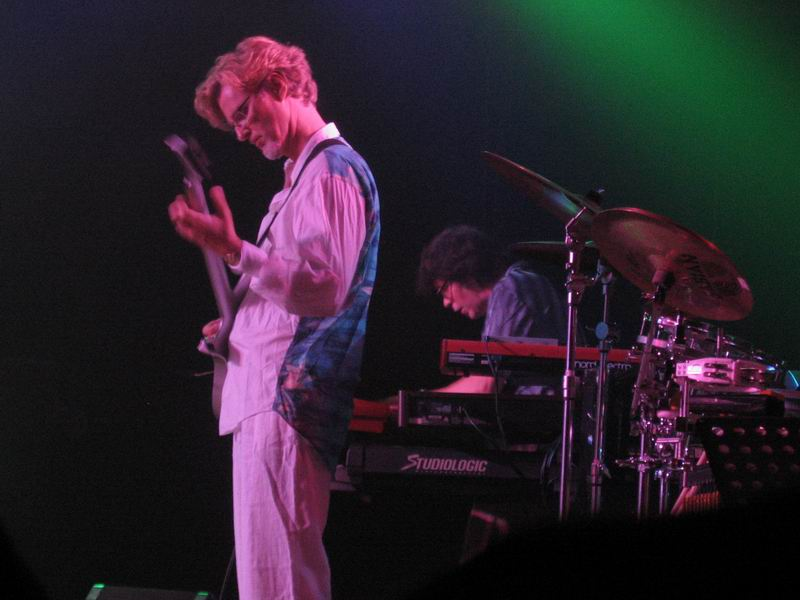
Die Flower Kings aus Schweden

Retro Prog (auch bekannt als Retro Progressive Rock) ist ein Musikgenre, welches die Ästhetik und Stilelemente des klassischen Progressive Rocks der 1960er bis 1980er Jahre aufgreift und neu interpretiert. Dieses Subgenre entstand in den späten 1990er und frühen 2000er Jahren, als eine neue Generation von Musikern und Bands begann, die komplexen Strukturen, ausufernden Kompositionen und die oft philosophisch oder literarisch inspirierten Texte des klassischen Prog Rocks zu revitalisieren.

## Charakteristika
Retro Prog zeichnet sich durch eine Kombination aus modernen und traditionellen Musiktechniken aus, welche stark von früheren Prog-Rock-Bands wie Yes, Genesis und King Crimson beeinflusst sind. Die Musik beinhaltet oft lange instrumentale Passagen, komplizierte Taktwechsel und eine vielseitige Verwendung von Synthesizern und anderen klassischen Prog-Instrumenten.
Aus dieser Beschreibung gehen zunächst keine Unterschiede gegenüber den Merkmalen der Neo-Prog-Bewegung der 1980er Jahre hervor. Im Detail lassen sich jedoch durchaus einige substanzielle Unterschiede feststellen:
- Bei der Auswahl der Keyboard-Sounds erfolgte eine Rückbesinnung auf die Tasteninstrumente des klassischen Prog, insbesondere auf Mellotron, Hammond-Orgel und Klavier. Die oftmals jungen Retro-Prog-Bands profitieren insofern von den Möglichkeiten der digitalen Audiotechnik, als durch Simulation der gewünschten Klangfarben die kostspielige Anschaffung der teilweise außer Produktion geratenen Instrumente überflüssig wurde. Die im Neo-Prog dominierenden elektronischen Synthesizer-Klangteppiche verloren an Bedeutung.

- Während der Vorsatz, eine bombastische theatralische Atmosphäre im Stil der frühen Genesis zu erzeugen, als musikalische Quintessenz des Neo-Prog betrachtet werden kann, variieren die im Retro-Prog vermittelten Stimmungen auf den verschiedensten Abstufungen zwischen ironischer Leichtigkeit und schwerer Melancholie - gelegentlich sogar innerhalb eines Stückes.

- Ähnlich den Vorbildern aus der klassischen Ära des Progressive Rock waren die Größen des Neo-Prog fast ausschließlich britischer Herkunft. Weitere Zentren des Retro-Prog befinden sich in den USA und in skandinavischen Ländern.

Die praktizierten musikalischen Unterschiede verdeutlichen die Evolution und Vielfalt innerhalb des Progressive-Rock-Genres und zeigen, wie neue Generationen von Musikern die Traditionen weiterentwickeln, während sie gleichzeitig moderne Technologien und kreative Ansätze integrieren. Der Retro-Prog beweist, dass der progressive Rock auch im neuen Jahrtausend ein dynamisches und lebendiges Genre bleibt, welches ständig neu definiert und bereichert wird.

## Bedeutende Bands
Die bekanntesten Bands des Retro-Prog finden sich in folgenden Ländern:

### USA
- Cairo: Eine amerikanische Band, welche für ihren komplexen und oft symphonischen Prog Rock bekannt ist.
- Discipline: Bekannt für ihre dunklen und intensiven musikalischen Erzählungen, welche oft als theatralisch beschrieben werden.
- echolyn: Diese Band aus Pennsylvania ist für ihre Verschmelzung von melodischem Prog Rock mit komplexen Arrangements bekannt.
- Glass Hammer: Eine Band, welche für ihre epischen Kompositionen und ihren stark von klassischem Prog beeinflussten Stil bekannt ist.
- IZZ: New Yorker Band, welche für ihren modernen Prog Rock mit eingängigen Melodien und komplexen Rhythmen bekannt ist.
- Spock’s Beard: Eine Schlüsselfigur im amerikanischen Prog Rock, welche für ihren vielschichtigen und energetischen Sound bekannt ist.

### Skandinavien
- Änglagård: Eine schwedische Band, welche für ihren stark von der 1970er-Jahre Prog-Tradition inspirierten Sound bekannt ist.
- Anekdoten: Bekannt für ihren intensiven und oft düsteren Prog Rock, welcher Elemente aus Heavy Metal und klassischem Prog vermengt.
- Arabs in Aspic: Norwegische Band, welche Retro-Prog mit einem Hauch von Psychedelic Rock mischt.
- Beardfish: Diese schwedische Band war bekannt für ihre Fähigkeit, Jazz, Rock und Prog zu einem einzigartigen Sound zu verschmelzen.
- The Flower Kings: Eine schwedische Gruppe, welche für ihre starken Kompositionen und leicht exzentrischen Arrangements bekannt ist.
- Höyry-Kone: Eine finnische Band, welche für ihre experimentelle und innovative Herangehensweise an Prog Rock bekannt ist.
- Kaipa: Schwedische Pioniere des Prog Rock, welche für ihre melodischen und oft folkloristisch inspirierten Kompositionen bekannt sind.
- Landberk: Eine weitere schwedische Band, welche für ihre melancholischen und atmosphärischen Musikstücke bekannt ist.
- Sinkadus: Bekannt für ihren schwedischen Symphonic Prog, welcher tiefe emotionale Landschaften malt.
- White Willow: Eine norwegische Band, welche für ihren melodischen Prog Rock mit starken Einflüssen aus Folk und Gothic bekannt ist.
- Wobbler: Norwegische Band, welche für ihre Rückkehr zu den Wurzeln des 1970er-Jahre Prog Rock mit modernem Flair bekannt ist.

### Vereinigtes Königreich
- Big Big Train: Eine britische Band, welche für ihren detailreichen und melodischen Prog Rock bekannt ist.
- Citizen Cain: Schottische Band, welche für ihre komplexen musikalischen Erzählungen und tiefgründigen Texte bekannt ist.
- DBA (Downes Braide Association): Ein Duo, bekannt für ihre eingängigen Melodien und anspruchsvollen Arrangements.
- Frost: Eine Band, welche für ihren modernen Ansatz im Prog Rock, der elektronische und poppige Elemente enthält, bekannt ist.
- Magenta: Diese walisische Band ist für ihre epischen musikalischen Erzählungen und den starken Einsatz weiblicher Vocals bekannt.
- Mostly Autumn: Eine Band, welche für ihre Mischung aus Prog Rock und Elementen von Folk und klassischem Rock bekannt ist.

### International Supergroups
- The Tangent: Eine Supergroup, welche für ihre vielschichtigen Arrangements und ihre sozialkritischen Texte bekannt ist.
- Transatlantic: Bekannt für ihre epischen Prog Rock Suiten, welche die Mitglieder von Dream Theater, Marillion und anderen Bands zusammenbringen.

## Entwicklung und Einfluss
Retro Prog hat nicht nur ältere Fans des Genres angesprochen, sondern auch jüngere Hörer, welche durch die moderne Interpretation klassischer Elemente eingeführt wurden. Das Genre hat dazu beigetragen, Progressive Rock als kreative und dynamische Kraft in der Musikwelt am Leben zu erhalten.

## Kritische Rezeption
Die Wiederbelebung des Prog Rocks durch Retro Prog wurde sowohl von Kritikern als auch von Fans gut aufgenommen, da es sowohl musikalische Innovation als auch eine tiefe Anerkennung für die Wurzeln des Genres zeigt. Es bleibt ein Nischenmarkt, der jedoch eine leidenschaftliche und engagierte Anhängerschaft hat.